# Flexió (anatomia)
|  | Per a altres significats, vegeu «Flexió (desambiguació)». |

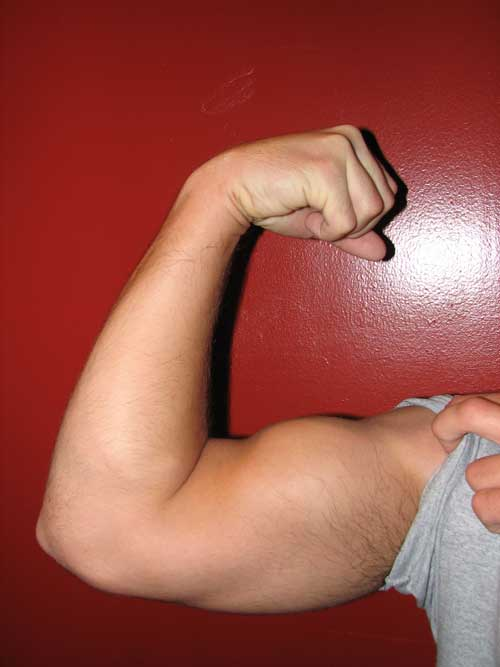
Contracció del bíceps braquial, que provoca la flexió del braç.

La flexió és, en anatomia, el moviment pel qual els ossos o altres parts del cos s'aproximen entre si en direcció anteroposterior, paral·lela al pla sagital.
La flexió és conseqüència de la contracció d'un o més músculs flexors. Per exemple, el bíceps braquial contret aproxima l'avantbraç al braç. Per aquesta raó s'utilitza el terme flexió per l'exercici que es fa a terra, partint de la posició de planxa, i apropant el bíceps i l'avantbraç baixant l'alçada del cos. També es fa servir el concepte "flexió de barra" quan l'exercici parteix d'estar penjat a una barra horitzontal al terra, a certa alçada, i es fa el moviment anteriorment descrit.
El moviment oposat a la flexió és l'extensió.